# Windows Mobile
Windows Mobile（ウィンドウズ モバイル）は、マイクロソフトが独自に開発・提供していたモバイルオペレーティングシステム (OS) とハードウェア プラットフォームのシリーズである。

## 概要

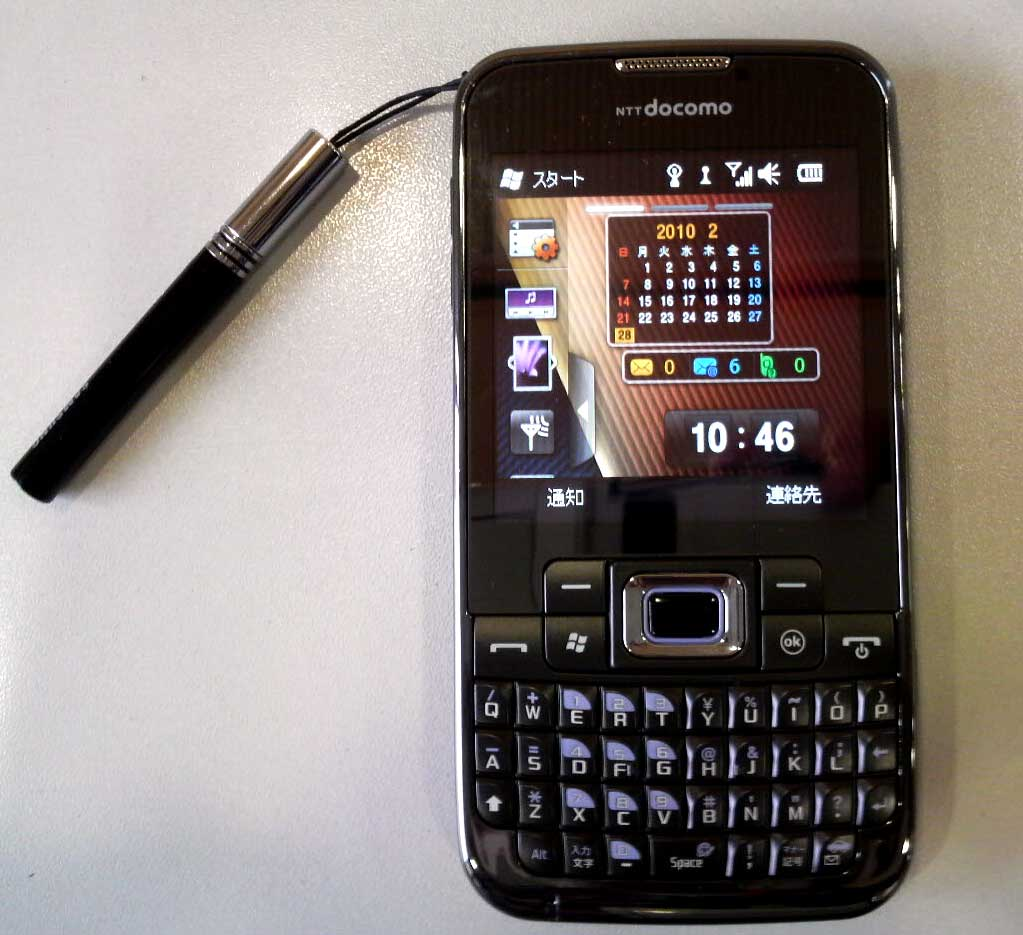
Windows Mobile 6.5
NTTドコモ SC-01B

Windows Mobileは、最初のバージョンであるWindows Mobile 2003が発表されるまでPocket PCと呼ばれていたモバイルOSである。Windows CEをベースにしたモバイルOSで、主にエンタープライズやビジネス向けと位置づけられていた。Windows APIを使用して開発された基本的なアプリケーション群が特徴である。サードパーティーが開発するソフトウェアが利用可能。「Windows Marketplace for Mobile」を通して有料のソフトウェアを購入することも可能であったが、2012年5月22日をもってサービスは終了した。
操作性としては、パーソナルコンピュータ　(PC)　用のWindowsに比して特徴と操作感覚が類似するように設計されていた。バージョンアップ毎にユーザインタフェースは変更されていたが、基本的な操作感覚は共通するように作られている。ほとんどのWindows Mobile搭載機器は、指ではなくスタイラスで画面をタップすることで操作するように作られており、端末にスタイラスの収納スペースが用意されている。
2009年第3四半期、Windows Mobileのスマートフォン市場における市場占有率は20%減少、1年前より下降した。スマートフォンにおける世界的な市場占有率は7.9%で、Symbian OS、BlackBerry OS、iPhone OSに次ぎ第4位で、アメリカ合衆国内の企業向けスマートフォンOSとしての市場占有率は24%で、BlackBerry OS と iPhone OS に次いで第3位であった。
類似するものに、AppleのiOS、GoogleのAndroid、ノキア（旧シンビアン）のSymbian OS、クアルコムのBREWおよびBrew MPなどがある。
次期モバイルOSのWindows Phone 7が発表されたあとも、Windows Mobile 6.x系シリーズはWindows Phone Classicに名称を改めて、並行展開を予定されているが、現時点では6.5.5以来全くリリースされないことや、Windows Phone 8がリリースされ、Windows CEベースからWindows NT系ベースへ変更され、マイクロソフトのカーネル一本化へと方向性がかえられており、Windows Mobileシリーズは今後リリースされないと思われる。

## 機能
Windows Mobileはカスタマイズ性が非常に高いモバイルOSだと評価されている。Windows Mobileは、ほとんどのバージョンで標準的に以下のような特徴がある。
- ARM系のみのCPUに対応。
- 今日の日付、所有者情報、近づいた予定、電子メール、当日の予定等を表示する「Today画面」。バージョン6.5以降では「ホーム画面」。
- 現在時刻と音量等のステータスや、スタートボタン(6.5.3を除く)、各ウィンドウの閉じるボタンやタスク一覧を開くボタンを表示する「タスクバー」。
- Windows Mobile専用のMicrosoft Office「Office Mobile」「Outlook Mobile」。
- 出荷時に「Windows  Mobile」や「Windows CE for Handheld PC」を用いたPocket PCやHandheldPC向けに、マイクロソフトが開発したインターネット・ブラウザ「Internet Explorer Mobile」搭載。
- Windows Mobile 向けの「Windows Media Player」。
- PPTP VPNsクライアント。
- USBやBluetoothによって接続されたコンピューターと携帯電話がインターネット接続を共有する「Internet Connection Sharing (ICS)」。
- Windows 9x系/Windows NT系に類似した論理的なファイルシステムと、多数のファイルタイプへのサポート。
- 端末のファイル管理を行える「ファイルエクスプローラ」。
- マルチタスク機能。

PCとの接続には、ActiveSyncを使用して同期する。Windows Vista以降ではWindows Mobile デバイス センターを使用する。タッチパネルは、Windows Mobile 6.1頃までは、静電容量方式タッチパネルではなく、抵抗膜方式タッチパネルが用いられていた。
HTCのTouchFLOや、東芝のストライプメニューなど、端末独自のホーム画面を搭載している機種が多く存在していた。これらの端末は、設定により標準のToday画面に戻すことも可能であった。Todayアプリを表示させることは不可能であった。

## バージョン
また、ここでの端末発表日は米国時間とする。

### Windows Mobile 2003
Windows CE .NET 4.2ベース。2003年6月23日発表。コードネーム「Ozone」。略称は「PPC2003」。
このバージョンから初めて「Windows Mobile」という正式名称が使われるようになったが、Pocket PCという名称が浸透した後の名称変更だった為、Pocket PC 2002の後継バージョンということで「Pocket PC 2003」という呼称の方が一般的に使われていた。入力方式が新しくなったほか、無線LANやBluetoothの機能が強化された。新たに画像ビューワ「Pictures」等が標準搭載。Pocket PC 2002に引き続いてWindows XPに準じたインターフェイスとなっている。
エディションは「Windows Mobile 2003 for Pocket PC Premium Edition」「Windows Mobile 2003 for Pocket PC Professional Edition」「Windows Mobile 2003 for Smartphone」「Windows Mobile 2003 for Pocket PC Phone Edition」の4つ。 

### Windows Mobile 2003 SE
Windows CE .NET 4.21ベース。2004年3月24日発表。略称は「PPC2003SE」。
SEは"Second Edition"の略とされている。新しくVGA(640x480, 480x640)の高解像度ディスプレイをサポートするようになるとともに、画面の縦向き・横向きの切り替えのほか、内蔵キーボードにも対応した。無線LANではWPAプロトコルにネイティブで対応するようになった。

### Windows Mobile 5.0
Windows CE 5.0ベース。2005年5月9日発表。コードネーム「Magneto」。略称は「WM5.0」。
2005年にラスベガスで開催されたMicrosoft's Mobile and Embedded Developers Conference 2005で発表された。不揮発性メモリーをサポートするようになり、バッテリが切れてもメモリ内容が保護されるようになった。全体的なインターフェイスや各ソフトウェアがバージョンアップされたほか、Office互換アプリの名称が「Word Mobile」、「Excel Mobile」、「Internet Explorer Mobile」と改称され、新たに「PowerPoint Mobile」が標準搭載された。サポートは、メインストリームサポートが2010年10月12日、延長サポートが2015年10月13日となっている。
エディションは、タッチパネル搭載のスマートフォン「Windows Mobile 5.0 for Pocket PC Premium Phone Edition」タッチパネル非搭載のスマートフォン「Windows Mobile 5.0 for Smartphone Edition」、電話機能なしのPDA「Windows Mobile 5.0 for Pocket PC Edition」の3つ。

### Windows Mobile 6
Windows CE 5.2ベース。2007年2月12日発表。コードネーム「Crossbow」。略称は「WM6.0」。
2007年に開催された3GSM World Congress 2007で発表。デザインが Windows Vista に準じたインターフェイスとなり、Internet Explorer Mobileでは新たにJavaScriptやDHTML,XHTMLがサポートされた。Outlook MobileではHTMLメールの表示が可能になったほか、Windows Liveを標準搭載し、Windows Live Messengerなどの一部のPC向けサービスが利用できるようになった。その他さまざまな機能が加えられている。
エディションは、タッチパネル搭載のスマートフォン「Windows Mobile 6.0 for Professional Edition」タッチパネル非搭載のスマートフォン「Windows Mobile 6.0 for  Standard Edition」、電話機能なしのPDA「Windows Mobile 6.0 for Classic Edition」の3つ。エディション名の違いから、5.0に比べてよりスマートフォン向けのOSとなっていることがわかる。

### Windows Mobile 6.1
Windows CE 5.2ベース。2008年4月1日発表（日本語版は2008年6月18日発表）。略称は「WM6.1」。
SCMDM（Microsoft System Center Mobile Device Manager）と同時に記者発表され、同ソフトを用いることにより複数の端末機のセキュリティ・ポリシー管理を一括して行えるようになった。また、Internet Explorer Mobileでページのズーム機能が使えるようになるなどの機能拡張が行われている。パフォーマンスが大きく向上しており、バッテリー使用率も大幅に改善された。
前バージョンと同じくCE5.2をベースとしているが、WM6.0では5.2の後のビルド番号が4桁、WM6.1では5桁となっているところで判断が可能である。

### Windows Mobile 6.5
Windows CE 5.2ベースと言われている。2009年2月16日発表。略称は「WM6.5」。
ホーム画面（従来のToday画面）のデザインが大幅に変更され、要素をハニカム状に配置したものとなるなど、スタイラスではなく指先によるタッチ操作を強く意識したUI変更が行われた。。機能面ではアプリケーションをダウンロードできるポータルサービスである「Windows Marketplace for Mobile」アプリが標準搭載となったが、わずか3年後の2012年5月17日にサービスを終了した)。（6.0や6.1でも同アプリケーションのインストールは可能である）またインターネット上のWindows Liveサービスのアドレス帳やスケジュールがWindows Mobile上のカレンダーや電話帳と同期がとれる「Microsoft My Phone」も利用可能となった(2011年10月18日サービス終了
)。日本では2009年12月に提供が開始された。WM6.1を搭載し基準を満たした一部の端末ではWM6.5へアップデートすることができ、NTTドコモのT-01Aでは、2009年12月17日よりWindows Mobile 6.1から6.5へ無償アップデートの提供も開始されている。
このバージョンが発売されて間もなく、次期モバイルOSのWindows Phoneが発表されたが、Windows Mobileのマイナーアップグレードは発表後でもリリースされた。6.5.1は、スタートボタンが画面下へ移動するなどのユーザーインターフェイスの変更やパフォーマンス改善などが行われたとあるが公式にはリリースされず、非公式にアップデートする方法のみであった。6.5.3は2010年2月2日に公式に更新プログラムがリリースされた。マルチタッチに対応し、スタイラス使用から指によるタッチでの操作を重視としたユーザーインターフェイスになった。6.5.1での機能をユーザーが使用することのできる最初のバージョンだった。最新のバージョンとして確認がとれるのが6.5.5で、2010年1月に流出され、非公式で携帯端末をアップデートすることは可能。ただしこちらも公式にリリースされることはなく、事実的に一般ユーザーが公式で使用できる最新のバージョンは6.5.3とされる。
Windows Mobile 6.xを搭載している携帯電話はWindows Phone 7へのアップグレードは不可であるが、T-01B及びIS02のようにハードウェア条件を満している端末や、公式に満たしていないもののT-01AやX02Tなどの6.x系端末へ移植し作動させるユーザもいる。

## エディション

### Windows Mobile
マイクロソフトがスマートフォン製品に対して用いる「Windows Mobile」なる語句は「Pocket PC 2002」発表の際に登場し、Windows Mobile OSを搭載したPocket PCの次のハードウェア・プラットフォームを指すものとなった。

### Windows Mobile Classic devices
「Windows Mobile Classic デバイス」とはWindows Mobileを用いた電話機能を有しない携帯情報端末 (PDA) で、Pocket PCと呼称された時期もある。Pocket PCはWindows Mobile OSが本来想定していたプラットフォームであり、電話機能搭載、未搭載の仕様がある。Windows Mobile 6.5ではこのエディションは発表されなかった。
※例外的に、WILLCOMのスマートフォンはClassicバージョンと独自の電話アプリケーションを搭載する。

### マイクロソフトの「スマートフォン」
当時のマイクロソフトの用語としては、主に使用されている意味でのスマートフォンではなく、電話機能搭載Pocket PCとは異なる特定のハードウェア・デバイスのみを指す。当初はタッチスクリーンを搭載せず片手だけで効率的に操作できるよう設計され、一般的にPocket PCに比して画面解像度が低かった。スマートフォン・プラットフォームに対するマイクロソフトの主眼は、電話やデータ端末としてさらに機能が統合化された端末を開発することだった。現在はWindows Phoneの発売により、電話機能やタッチスクリーンを有する高機能な製品をスマートフォンと呼ぶようになっている。

### バージョンとエディションの一覧
|                        | Pocket PC （電話機能なし）        | Pocket PC （電話機能あり）                         | スマートフォン （タッチスクリーンなし） |
| ---------------------- | --------------------------------- | -------------------------------------------------- | --------------------------------------- |
| Pocket PC 2000         | Pocket PC 2000                    | Pocket PC 2000 Phone Edition                       | なし                                    |
| Pocket PC 2002         | Pocket PC 2002                    | Pocket PC 2002 Phone Edition                       | Smartphone 2002                         |
| Windows Mobile 2003    | Windows Mobile 2003 for Pocket PC | Windows Mobile 2003 for Pocket PC Phone Edition    | Windows Mobile 2003 for Smartphone      |
| Windows Mobile 2003 SE | なし                              | Windows Mobile 2003 SE for Pocket PC Phone Edition | Windows Mobile 2003 SE for Smartphone   |
| Windows Mobile 5.0     | Windows Mobile 5.0 for Pocket PC  | Windows Mobile 5.0 for Pocket PC Phone Edition     | Windows Mobile 5.0 for Smartphone       |
| Windows Mobile 6       | Windows Mobile 6 Classic          | Windows Mobile 6 Professional                      | Windows Mobile 6 Standard               |
| Windows Mobile 6.1     | Windows Mobile 6.1 Classic        | Windows Mobile 6.1 Professional                    | Windows Mobile 6.1 Standard             |
| Windows Mobile 6.5     | なし                              | Windows Mobile 6.5 Professional                    | Windows Mobile 6.5 Standard             |

## 端末機

Windows Mobileのヒット商品となったW-ZERO3

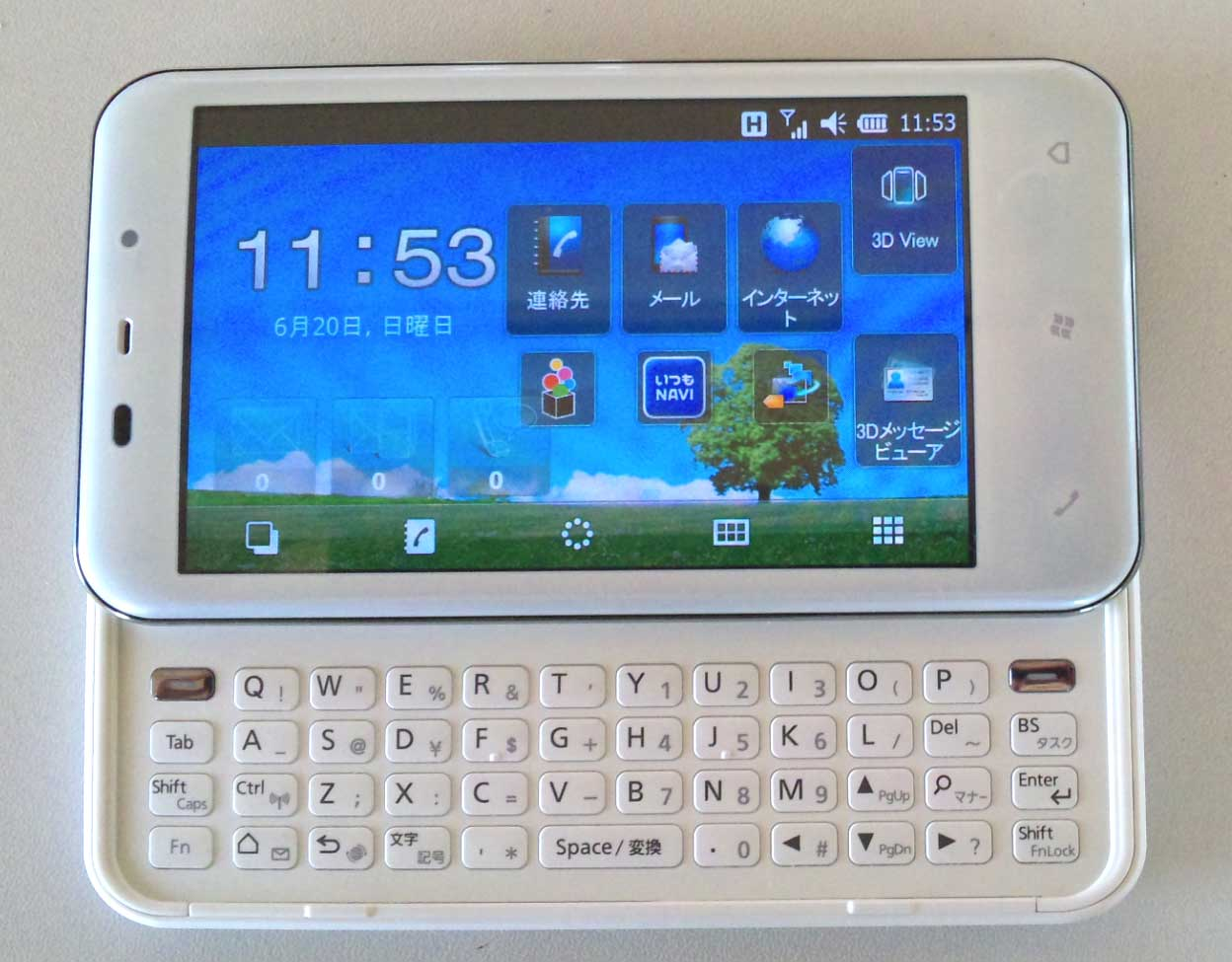
QWERTYキーボードを開いたT-01B

ここでは日本国内の通信キャリアで発売された機種のみを掲載する。
海外で発売されていたものやPDA端末を含めたWindows Mobileデバイスの一覧は、en:List of Windows Mobile devices （英語）を参照のこと。
また、ここでは発売日が早いものから掲載し、初期出荷時のOSを掲載している。
Windows Mobile 2003 SE
- KDDI 愛・MATE　国内初のWindows Mobile搭載業務向け携帯

Windows Mobile 5.0
- ウィルコム W-ZERO3(WS003SH/WS004SH)　国内初のWindows Mobile搭載一般向け携帯
- ウィルコム W-ZERO[es](WS007SH)
- NTTドコモ hTc Z
- SoftBank X01HT
- イー・モバイル EM・ONE(S01SH)

Windows Mobile 6
- ウィルコム Advanced/W-ZERO3[es](WS011SH)
- SoftBank X02HT
- イー・モバイル EM・ONE α(S01SH2)
- SoftBank X01T
- NTTドコモ F1100
- イー・モバイル EMONSTER(S11HT)
- SoftBank X03HT
- NTTドコモ HT1100
- ウィルコム WILLCOM 03
- イー・モバイル EMONSTER lite(S12HT)

Windows Mobile 6.1
- イー・モバイル Touch Diamond(S21HT)
- SoftBank X04HT
- NTTドコモ HT-01A
- SoftBank X05HT
- NTTドコモ HT-02A
- イー・モバイル Dual Diamond(S22HT)
- KDDI E30HT（CDMA E30HT）
- NTTドコモ dynapocket T-01A

Windows Mobile 6.5
- SoftBank dynapocket X02T
- SoftBank X01SC
- ウィルコム HYBRID W-ZERO3
- NTTドコモ SC-01B
- NTTドコモ H-21 Business SmartPhone　業務用ハンディターミナル

Windows Mobile 6.5.3
- NTTドコモ dynapocket T-01B
- KDDI dynapocket IS02（CDMA TSI01）
- KDDI E31T（CDMA E31T）　業務用セールスドライバー向け